# DPMM FC
DPMM FC – brunejski klub piłkarski, mający siedzibę w stolicy kraju Bandar Seri Begawan.

## Historia
Chronologia nazw:
- 2010: DPMM FC

Klub Piłkarski Duli Pengiran Muda Mahkota (DPMM) został założony w 2000 roku. Klub zaczynał jako drużyna college’u w 1994 roku, a po 6 latach zarejestrował się jako klub profesjonalny. W 2001 startował w turnieju Pepsi Cup League, gdzie zajął drugie miejsce. W 2002 po utworzeniu Brunei Premier League został jednym z 16 uczestników ligi. Najpierw zwyciężył w grupie B, a potem w finale również zdobył mistrzostwo Brunei. W 2003 był drugim, a w 2004 zdobył swój drugi tytuł mistrzowski.
W 2005 roku klub opuścił ligę krajową Brunei w połowie sezonu i dołączył do Malaysia Premier League (II poziom malezyjskiego futbolu) jako drużyna z zagranicy, zastępując reprezentację Brunei. Po zajęciu trzeciego miejsca, w 2006 awansował na najwyższy poziom malezyjskiego futbolu do Malaysia Super League, gdzie zajął trzecie miejsce w swoim pierwszym sezonie 2006/07. W kolejnym sezonie 2007/08 zespół zakończył na 10. miejscu. Następnie musiał opuścić Super League Malezji z powodu wyrejestrowania Brunei Amateur Football Association.
Po odejściu z Malaysia Super League, następnie klub dołączył do singapurskiej S-League w sezonie 2009, stając się pierwszą drużyną w lidze, która rozgrywała swoje mecze domowe poza Singapurem. Jednak 30 września 2009 roku FIFA zawiesiła Football Association of Brunei Darussalam za ingerencję rządu w jej sprawy. Oznaczało to, że zespoły z Brunei nie mogły już startować w turniejach prowadzonych przez inne krajowe stowarzyszenia członkowskie. Związek Piłki Nożnej w Singapurze zwrócił się do FIFA, aby umożliwić DPMM FC zakończenie sezonu w S-League, ale odwołanie zostało odrzucone. Wyniki wszystkich meczów ligowych DPMM w sezonie 2009 zostały zatem anulowane.
Po 20 miesiącach zawieszenia, FIFA podjęła decyzję o zniesieniu zawieszenia dla Brunei. Oznaczało to, że zarówno drużyna narodowa, jak i drużyny piłkarskie z Brunei mogły brać udział w dowolnych zawodach piłkarskich w ramach FIFA. DPMM ponownie dołączył do S-League w 2012 roku i stał się drugą drużyną w końcowej klasyfikacji. W 2014 roku klub ponownie był drugim, a w 2015 roku wygrał swój pierwszy tytuł mistrzowski S-League.

## Sukcesy

### Trofea krajowe
| \| \| Zdobyte trofea w rozgrywkach Singapuru (stan na: 19-11-2019) \| |                                                              |      |            |
| Rozgrywki                                                             | Osiągnięcie                                                  | Razy | Sezon(y)   |
| Mistrzostwo                                                           | I miejsce                                                    | 2    | 2015, 2019 |
| Mistrzostwo                                                           | II miejsce                                                   | 2    | 2012, 2014 |
| Mistrzostwo                                                           | III miejsce                                                  | 0    |            |
| Puchar                                                                | zdobywca                                                     | 0    |            |
| Puchar                                                                | finalista                                                    | 0    |            |
| Puchar                                                                | 3.miejsce                                                    | 2    | 2014, 2015 |
| Singapur                                                              | Zdobyte trofea w rozgrywkach Singapuru (stan na: 19-11-2019) |      |            |

| \| \| Zdobyte trofea w rozgrywkach Malezji (stan na: 31-12-2017) \| |                                                            |      |          |
| Rozgrywki                                                           | Osiągnięcie                                                | Razy | Sezon(y) |
| Mistrzostwo                                                         | I miejsce                                                  | 0    |          |
| Mistrzostwo                                                         | II miejsce                                                 | 0    |          |
| Mistrzostwo                                                         | III miejsce                                                | 0    | 2006/07  |
| Puchar                                                              | zdobywca                                                   | 0    |          |
| Puchar                                                              | finalista                                                  | 0    |          |
| Puchar                                                              | 1.runda                                                    | 1    | 2007/08  |
| II liga                                                             | I miejsce                                                  | 0    |          |
| II liga                                                             | II miejsce                                                 | 0    |          |
| II liga                                                             | III miejsce                                                | 1    | 2005/06  |
| Malezja                                                             | Zdobyte trofea w rozgrywkach Malezji (stan na: 31-12-2017) |      |          |

| \| \| Zdobyte trofea w rozgrywkach Brunei (stan na: 31-12-2017) \| |                                                           |      |            |
| Rozgrywki                                                          | Osiągnięcie                                               | Razy | Sezon(y)   |
| Mistrzostwo                                                        | I miejsce                                                 | 2    | 2002, 2004 |
| Mistrzostwo                                                        | II miejsce                                                | 1    | 2003       |
| Mistrzostwo                                                        | III miejsce                                               | 0    |            |
| Puchar                                                             | zdobywca                                                  | 1    | 2004       |
| Puchar                                                             | finalista                                                 | 0    |            |
| Brunei                                                             | Zdobyte trofea w rozgrywkach Brunei (stan na: 31-12-2017) |      |            |

- Pepsi Cup League:
  - wicemistrz: 2001

## Stadion
Klub rozgrywa swoje mecze domowe na stadionie Sułtana Hassanala Bolkiaha w Bandar Seri Begawan, który może pomieścić 28,000 widzów.

## Piłkarze
| Nr | Poz. | Piłkarz             |
| -- | ---- | ------------------- |
|    | BR   | Haimie Anak Nyaring |
|    | BR   | Mu'izzuddin Ismail  |
|    | BR   | Wardun Yussof       |
|    | OB   | Abdul Aziz Tamit    |
|    | OB   | Abdul Mu'iz Sisa    |
|    | OB   | Fakharrazi Hassan   |
|    | OB   | Hanif Hamir         |
|    | OB   | Helmi Zambin        |
|    | OB   | Brian McLean        |
|    | OB   | Najib Tarif         |
|    | OB   | Reduan Petara       |
|    | OB   | Suhaimi Anak Sulau  |
|    | OB   | Yura Indera Putera  |

| Nr | Poz. | Piłkarz                |
| -- | ---- | ---------------------- |
|    | PO   | Abdul Hariz Herman     |
|    | PO   | Azim Izamuddin Suhaimi |
|    | PO   | Azwan Ali Rahman       |
|    | PO   | Azwan Saleh            |
|    | PO   | Hendra Azam Idris      |
|    | PO   | Nur Ikhwan Othman      |
|    | PO   | Wołodymyr Pryjomow     |
|    | PO   | Shafie Effendy         |
|    | NA   | Abdul Azizi Ali Rahman |
|    | NA   | Adi Said               |
|    | NA   | Mojtaba Esmaeilzadeh   |
|    | NA   | Shahrazen Said         |

## Trenerzy
- 2001:  Sandi Sejdinovski
- 2002:  Jordan Stojkow
- 2003:  Azman Eusoff
- 2004:  Amir Alagic
- 2005:  Graham Paddon
- 2005–2007:  Ranko Buketa
- 2007–2008:  Jordan Stojkow
- 2009–2013:  Vjeran Simunić
- 2014–2017:  Steve Kean
- 01.01.2018–...:  Renê Weber